# Condado de Benagiar
El condado de Benagiar es un título nobiliario español creado por el rey Carlos II por carta de 19 de febrero de 1691 a favor de Alonso Antonio Tous de Monsalve y Mesía de Figueroa.
Su nombre se refiere al despoblado de Benagiar, situado en el municipio andaluz de Bollullos de la Mitación, en la provincia de Sevilla.

## Condes de Benagiar
- Alonso Antonio Tous de Monsalve Mesía de Figueroa, I conde de Benagiar;[1]
- Alonso José Tous de Monsalve y Monsalve, II conde de Benagiar;
- Fernando Tous de Monsalve y Jalón, III conde de Benagiar;
- Diego Tous de Monsalve y Jalón, IV conde de Benagiar;
- Alonso Joaquín Tous de Monsalve y Mendoza, V conde de Benagiar;
- Diego Tous de Monsalve y Clarebout, VI conde de Benagiar;
- Manuela Luisa Tous de Monsalve y Fernández de Velasco, VII condesa de Benagiar;
- Luisa de Castilla y Quevedo, VIII condesa de Benagiar;
- Juan Antonio O'Neill y Castilla, IX conde de Benagiar, VII marqués de la Granja;
- Tulio O'Neill y Salamanca, X conde de Benagiar y IX marqués de la Granja;
- Tulio O'Neill y Larios, XI conde de Benagiar y X marqués de la Granja;
- Carlos O'Neill y Castrillo, XII conde de Benagiar desde 1942[1] y XII marqués de la Granja;
- Íñigo O'Neill y Orueta, XIII conde de Benagiar.[2]